# Jean Alexandre
Jean Alexandre (n. 24 de agosto de 1986) es un futbolista haitiano natural de Verrettes. Juega de centrocampista y su equipo actual es el San Jose Earthquakes de la Major League Soccer.

## Trayectoria

### Profesional
Hizo su debut profesional el 28 de marzo de 2009, al entrar como sustituto en un juego contra Seattle Sounders. Fue cedido a la USL First Division al Austin Aztex en mayo de 2009. 
Alexandre anotó su primer gol con el Real Salt Lake el 4 de junio de 2011 contra el Vancouver Whitecaps FC, y el 1 de diciembre de ese mismo año fue traspasado al San Jose Earthquakes, donde trabaja actualmente.

## Selección nacional
Alexandre es jugador de la Selección de fútbol de Haití. El 2 de septiembre de 2011, Alexandre anotó sus dos primeros goles internacionales en la victoria 6-0 ante la Selección de fútbol de las Islas Vírgenes Estadounidenses.

### Goles internacionales
| # | Fecha      | Lugar                               | Rival                                | Gol | Resultado | Competición                                          |
| - | ---------- | ----------------------------------- | ------------------------------------ | --- | --------- | ---------------------------------------------------- |
| 1 | 02-09-2011 | Stade Sylvio Cator, Puerto Príncipe | Islas Vírgenes de los Estados Unidos | 5-0 | 6-0       | Clasificación para la Copa Mundial de Fútbol de 2014 |
| 2 | 02-09-2011 | Stade Sylvio Cator, Puerto Príncipe | Islas Vírgenes de los Estados Unidos | 6-0 | 6-0       | Clasificación para la Copa Mundial de Fútbol de 2014 |

## Clubes
| Club                      | País           | Temporadas  |
| ------------------------- | -------------- | ----------- |
| Real Salt Lake            | Estados Unidos | 2009        |
| Austin Aztex (a préstamo) | Estados Unidos | 2009        |
| Real Salt Lake            | Estados Unidos | 2010 - 2011 |
| San Jose Earthquakes      | Estados Unidos | 2012 -      |

## Palmarés

### Campeonatos nacionales
| Título                 | Club                 | País           | Año  |
| ---------------------- | -------------------- | -------------- | ---- |
| MLS Cup                | Real Salt Lake       | Estados Unidos | 2009 |
| MLS Supporters' Shield | San Jose Earthquakes | Estados Unidos | 2012 |